# Lauvholmen (Lindås)
Ne doit pas être confondu avec Lauvholmen, Lauvholmen (Bømlo), Lauvholmen (Bjørnafjorden) ou Lauvholmen (Øygarden).
Lauvholmen est une île dans le landskap Sunnhordland du comté de Vestland. Elle appartient administrativement à Lindås.

## Géographie
Rocheuse et couverte d'arbres, à fleur d'eau, elle s'étend sur environ 154 m de longueur pour une largeur approximative de 55 m. 